# Formule 3 Euro Series 2007
Le championnat  de Formule 3 Euro Series 2007 s'est déroulé du 21 avril au 28 octobre 2007. Il a été remporté par le pilote français Romain Grosjean au volant d'une Dallara-Mercedes de l'écurie ASM Formule 3.

## Engagés
| Écurie                          | #  | Pilote               | Rookie | Châssis  | Moteur        | Courses |
| ------------------------------- | -- | -------------------- | ------ | -------- | ------------- | ------- |
| ASM Formule 3                   | 1  | Kamui Kobayashi      |        | F305/012 | Mercedes-Benz | Toutes  |
| ASM Formule 3                   | 2  | Romain Grosjean      |        | F305/059 | Mercedes-Benz | Toutes  |
| ASM Formule 3                   | 19 | Nico Hülkenberg      |        | F305/021 | Mercedes-Benz | Toutes  |
| ASM Formule 3                   | 20 | Tom Dillmann         | R      | F307/012 | Mercedes-Benz | Toutes  |
| Manor Motorsport                | 3  | Franck Mailleux      | R      | F305/001 | Mercedes-Benz | Toutes  |
| Manor Motorsport                | 4  | James Jakes          |        | F305/020 | Mercedes-Benz | Toutes  |
| Manor Motorsport                | 21 | Cyndie Allemann      |        | F306/035 | Mercedes-Benz | Toutes  |
| Manor Motorsport                | 22 | Yelmer Buurman       |        | F305/062 | Mercedes-Benz | Toutes  |
| HBR Motorsport                  | 5  | Sergueï Afanassiev   | R      | F305/045 | Mercedes-Benz | Toutes  |
| HBR Motorsport                  | 6  | Filip Salaquarda     |        | F306/009 | Mercedes-Benz | Toutes  |
| HBR Motorsport                  | 30 | Basil Shaaban        |        | F306/026 | Mercedes-Benz | Toutes  |
| ASL Mücke Motorsport            | 7  | Sébastien Buemi      |        | F305/011 | Mercedes-Benz | Toutes  |
| ASL Mücke Motorsport            | 8  | Edoardo Piscopo      | R      | F305/028 | Mercedes-Benz | Toutes  |
| Signature-Plus                  | 9  | Jean-Karl Vernay     | R      | F306/010 | Mercedes-Benz | Toutes  |
| Signature-Plus                  | 10 | Yann Clairay         | R      | F305/036 | Mercedes-Benz | Toutes  |
| Signature-Plus                  | 23 | Dani Clos            | R      | F305/029 | Mercedes-Benz | Toutes  |
| Signature-Plus                  | 24 | Edoardo Mortara      | R      | F305/035 | Mercedes-Benz | Toutes  |
| Jo Zeller Racing                | 12 | Tim Sandtler         |        | F306/014 | Mercedes-Benz | Toutes  |
| Bas Leinders Junior Racing Team | 14 | Michael Herck        |        | F306/028 | Mercedes-Benz | 1       |
| Prema Powerteam                 | 16 | Renger van der Zande |        | F306/004 | Mercedes-Benz | Toutes  |
| Prema Powerteam                 | 18 | Michael Patrizi      | R      | F306/005 | Mercedes-Benz | Toutes  |
| HS Technik                      | 26 | Harald Schlegelmilch |        | F306/025 | Mercedes-Benz | Toutes  |
| HS Technik                      | 27 | Euan Hankey          | R      | F305/039 | Mercedes-Benz | Toutes  |
| AM-Holzer Rennsport             | 28 | Marco Holzer         | R      | F305/060 | Opel          | 1–6     |
| AM-Holzer Rennsport             | 28 | Marco Holzer         | R      | F305/060 | Volkswagen    | 7–10    |
| RC Motorsport                   | 31 | Maximilian Götz      |        | F306/038 | Volkswagen    | 7–10    |
| RC Motorsport                   | 32 | Jonathan Summerton   |        | F306/028 | Volkswagen    | 7–9     |
| RC Motorsport                   | 32 | Carlo van Dam        |        | F306/028 | Volkswagen    | 10      |
| Ultimate Motorsport             | 40 | Esteban Guerrieri    |        | M07/002  | Mercedes-Benz | 4       |
| Ultimate Motorsport             | 41 | Michael Devaney      |        | M07/001  | Mercedes-Benz | 4       |

| Icône | Légende |
| ----- | ------- |
| R     | Rookie  |

## Règlement sportif
- Première manche de chaque meeting : attribution des points selon le barème 10,8,6,5,4,3,2,1 - L'auteur de la pole position inscrit un point.
- Seconde manche de chaque meeting : la grille de départ est déterminée par l'ordre d'arrivée de la première manche, avec inversion des positions pour les huit premiers. Seuls les 6 premiers marquent des points, selon le barème 6,5,4,3,2,1.

## Résultats
| Épreuve | Épreuve | Circuit        | Date          | Pole position   | Meilleur tour   | Vainqueur pilote     | Vainqueur écurie     | Vainqueur rookie |
| ------- | ------- | -------------- | ------------- | --------------- | --------------- | -------------------- | -------------------- | ---------------- |
| 1       | R1      | Hockenheimring | 21 avril      | Sébastien Buemi | Sébastien Buemi | Sébastien Buemi      | ASL Mücke Motorsport | Franck Mailleux  |
| 1       | R2      | Hockenheimring | 22 avril      |                 | Sébastien Buemi | Romain Grosjean      | ASM Formule 3        | Jean-Karl Vernay |
| 2       | R1      | Brands Hatch   | 9 juin        | James Jakes     | Romain Grosjean | Romain Grosjean      | ASM Formule 3        | Edoardo Mortara  |
| 2       | R2      | Brands Hatch   | 10 juin       |                 | Franck Mailleux | Edoardo Mortara      | Signature-Plus       | Edoardo Mortara  |
| 3       | R1      | Norisring      | 23 juin       | Sébastien Buemi | Romain Grosjean | Romain Grosjean      | ASM Formule 3        | Edoardo Mortara  |
| 3       | R2      | Norisring      | 24 juin       |                 | Nico Hülkenberg | Nico Hülkenberg      | ASM Formule 3        | Tom Dillmann     |
| 4       | R1      | Magny-Cours    | 30 juin       | Kamui Kobayashi | Romain Grosjean | Kamui Kobayashi      | ASM Formule 3        | Yann Clairay     |
| 4       | R2      | Magny-Cours    | 1er juillet   |                 | Sébastien Buemi | James Jakes          | Manor Motorsport     | Jean-Karl Vernay |
| 5       | R1      | Mugello        | 14 juillet    | Romain Grosjean | Nico Hülkenberg | Romain Grosjean      | ASM Formule 3        | Jean-Karl Vernay |
| 5       | R2      | Mugello        | 15 juillet    |                 | Romain Grosjean | Franck Mailleux      | Manor Motorsport     | Franck Mailleux  |
| 6       | R1      | Zandvoort      | 28 juillet    | Romain Grosjean | Franck Mailleux | Romain Grosjean      | ASM Formule 3        | Yann Clairay     |
| 6       | R2      | Zandvoort      | 29 juillet    |                 | Franck Mailleux | Nico Hülkenberg      | ASM Formule 3        | Tom Dillmann     |
| 7       | R1      | Nürburgring    | 1er septembre | Nico Hülkenberg | Nico Hülkenberg | Nico Hülkenberg      | ASM Formule 3        | Edoardo Piscopo  |
| 7       | R2      | Nürburgring    | 2 septembre   |                 | Yann Clairay    | Harald Schlegelmilch | HS Technik           | Dani Clos        |
| 8       | R1      | Barcelone      | 22 septembre  | Nico Hülkenberg | Romain Grosjean | Edoardo Mortara      | Signature-Plus       | Edoardo Mortara  |
| 8       | R2      | Barcelone      | 23 septembre  |                 | Franck Mailleux | Renger van der Zande | Prema Powerteam      | Tom Dillmann     |
| 9       | R1      | Nogaro         | 29 septembre  | Romain Grosjean | Romain Grosjean | Romain Grosjean      | ASM Formule 3        | Edoardo Mortara  |
| 9       | R2      | Nogaro         | 30 septembre  |                 | Edoardo Mortara | Sébastien Buemi      | ASL Mücke Motorsport | Jean-Karl Vernay |
| 10      | R1      | Hockenheimring | 13 octobre    | Romain Grosjean | Romain Grosjean | Nico Hülkenberg      | ASM Formule 3        | Edoardo Mortara  |
| 10      | R2      | Hockenheimring | 14 octobre    |                 | Sébastien Buemi | Sébastien Buemi      | ASL Mücke Motorsport | Edoardo Mortara  |

## Classement

### Pilotes
| Classement | Pilote               | Pays               | Voiture          | Écurie           | Nombre de points |
| ---------- | -------------------- | ------------------ | ---------------- | ---------------- | ---------------- |
| 1er        | Romain Grosjean      | France             | Dallara-Mercedes | ASM Formule 3    | 106              |
| 2e         | Sébastien Buemi      | Suisse             | Dallara-Mercedes | Mücke Motorsport | 95               |
| 3e         | Nico Hülkenberg      | Allemagne          | Dallara-Mercedes | ASM Formule 3    | 72               |
| 4e         | Kamui Kobayashi      | Japon              | Dallara-Mercedes | ASM Formule 3    | 59               |
| 5e         | James Jakes          | Royaume-Uni        | Dallara-Mercedes | Manor Motorsport | 42               |
| 6e         | Yelmer Buurman       | Pays-Bas           | Dallara-Mercedes | Manor Motorsport | 40               |
| 7e         | Franck Mailleux      | France             | Dallara-Mercedes | Manor Motorsport | 38               |
| 8e         | Edoardo Mortara      | Italie             | Dallara-Mercedes | Signature-Plus   | 37               |
| 9e         | Tom Dillmann         | France             | Dallara-Mercedes | ASM Formule 3    | 23               |
| 10e        | Jean-Karl Vernay     | France             | Dallara-Mercedes | Signature-Plus   | 23               |
| 11e        | Renger Van der Zande | Pays-Bas           | Dallara-Mercedes | Prema            | 21               |
| 12e        | Yann Clairay         | France             | Dallara-Mercedes | Signature-Plus   | 13               |
| 13e        | Dani Clos            | Espagne            | Dallara-Mercedes | Signature-Plus   | 13               |
| 14e        | Harald Schlegelmilch | Lettonie           | Dallara-Mercedes | HS Technik       | 9                |
| 15e        | Edoardo Piscopo      | Italie             | Dallara-Mercedes | Mücke Motorsport | 8                |
| 16e        | Tim Sandtler         | Allemagne          | Dallara-Mercedes | Jo Zeller        | 9                |
| 17e        | Filip Salaquarda     | République tchèque | Dallara-Mercedes | HBR              | 3                |
| 18e        | Michael Patrizi      | Australie          | Dallara-Mercedes | Prema            | 1                |

### Rookies
| Classement | Pilote             | Pays        | Voiture                         | Écurie              | Nombre de points |
| ---------- | ------------------ | ----------- | ------------------------------- | ------------------- | ---------------- |
| 1er        | Edoardo Mortara    | Italie      | Dallara-Mercedes                | Signature-Plus      | 99               |
| 2e         | Franck Mailleux    | France      | Dallara-Mercedes                | Manor Motorsport    | 93               |
| 3e         | Jean-Karl Vernay   | France      | Dallara-Mercedes                | Signature-Plus      | 77               |
| 4e         | Yann Clairay       | France      | Dallara-Mercedes                | Signature-Plus      | 75               |
| 5e         | Dani Clos          | Espagne     | Dallara-Mercedes                | Signature-Plus      | 70               |
| 6e         | Tom Dillmann       | France      | Dallara-Mercedes                | ASM Formule 3       | 59               |
| 7e         | Edoardo Piscopo    | Italie      | Dallara-Mercedes                | Mücke Motorsport    | 41               |
| 8e         | Michael Patrizi    | Australie   | Dallara-Mercedes                | Prema               | 35               |
| 9e         | Marco Holzer       | Allemagne   | Dallara-Opel Dallara-Volkswagen | AM-Holzer Rennsport | 22               |
| 10e        | Sergueï Afanassiev | Russie      | Dallara-Mercedes                | HBR Motorsport      | 21               |
| 11e        | Euan Hankey        | Royaume-Uni | Dallara-Mercedes                | HS Technik          | 5                |

### Écuries
| Classement | Écurie               | Nombre de points |
| ---------- | -------------------- | ---------------- |
| 1er        | ASM Formule 3        | 229              |
| 2e         | Manor Motorsport     | 119              |
| 3e         | ASL Mücke Motorsport | 104              |
| 4e         | Signature-Plus       | 94               |
| 5e         | Prema Powerteam      | 26               |
| 6e         | Jo Zeller Racing     | 14               |
| 7e         | HS Technik           | 10               |
| 8e         | HBR Motorsport       | 4                |

### Nations
| Classement | Nation             | Nombre de points |
| ---------- | ------------------ | ---------------- |
| 1er        | France             | 176              |
| 2e         | Suisse             | 93               |
| 3e         | Allemagne          | 83               |
| 4e         | Pays-Bas           | 69               |
| 5e         | Japon              | 59               |
| 6e         | Italie             | 46               |
| 7e         | Royaume-Uni        | 44               |
| 8e         | Espagne            | 16               |
| 9e         | Lettonie           | 10               |
| 10e        | République tchèque | 3                |
| 11e        | Australie          | 1                |